# Tachytrechus kowarzii
Tachytrechus kowarzii är en tvåvingeart som beskrevs av Josef Mik 1864. Tachytrechus kowarzii ingår i släktet Tachytrechus och familjen styltflugor. Inga underarter finns listade i Catalogue of Life.